# WildStorm
WildStorm Productions este o editură americană de benzi desenate, cunoscută pentru titluri precum Astro City, Danger Girl, Red Menace, A God Somewhere și Ex Machina.

## Legături externe
- Wildstorm la Comic Book DB